# Karl Vennbergs pris

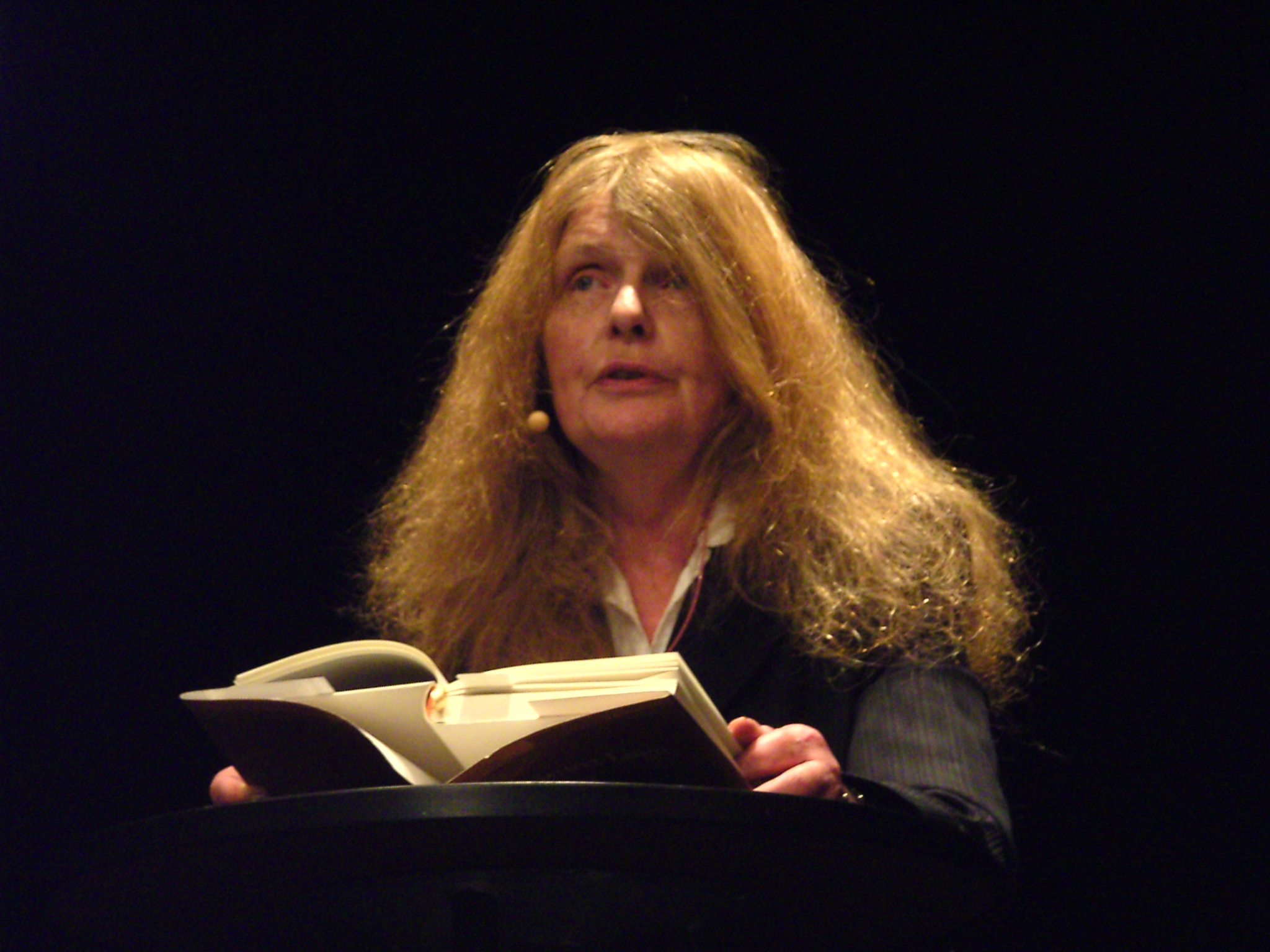
Kristina Lugn, pristagare 1997

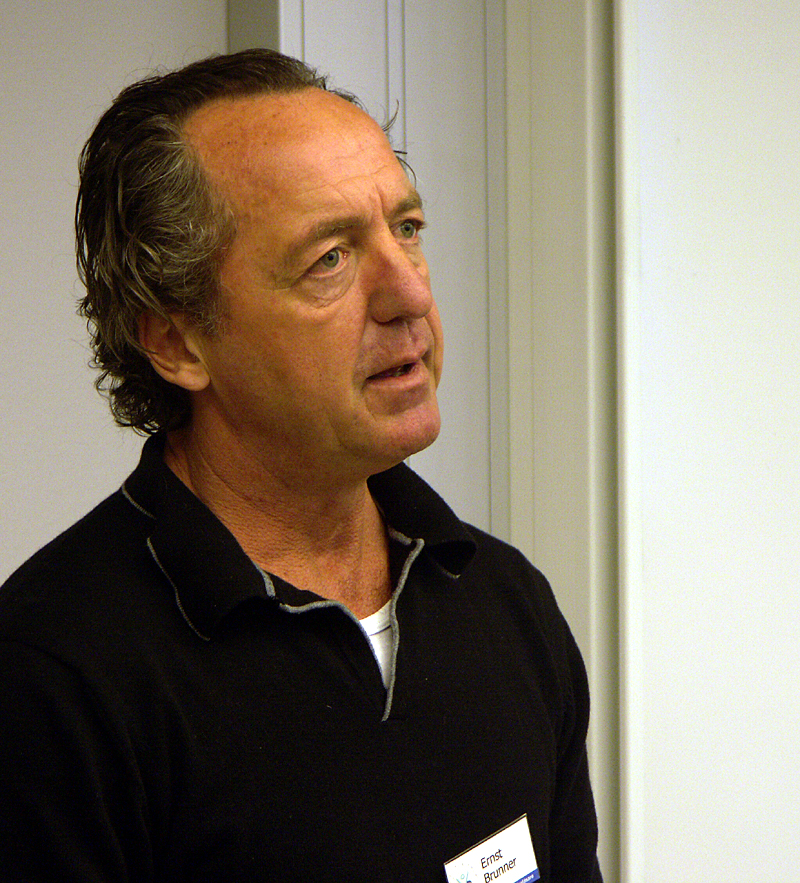
Ernst Brunner, pristagare 2006

Karl Vennbergs pris är ett litterärt pris på 150 000 kronor (2017) som årligen utdelas av Samfundet De Nio. Priset skall gå till en ung diktare och instiftades 1996.

## Pristagare
- 1996 – Inger Edelfeldt
- 1997 – Kristina Lugn
- 1998 – Ylva Eggehorn
- 1999 – Eva Runefelt
- 2000 – Ragnar Strömberg
- 2001 – Sune Örnberg
- 2002 – Bodil Malmsten
- 2004 – Folke Isaksson
- 2005 – Magnus William-Olsson
- 2006 – Ulf Eriksson och Ernst Brunner
- 2007 – Marie Silkeberg
- 2008 – Steve Sem-Sandberg
- 2009 – Eva-Stina Byggmästar
- 2010 – Lennart Hagerfors
- 2011 – Göran Greider
- 2012 – Malte Persson
- 2015 – Bengt Ohlsson
- 2016 – Lasse Söderberg
- 2017 – Henrika Ringbom
- 2018 – Rolf Aggestam
- 2019 – Jila Mossaed
- 2020 – Tommy Olofsson och Erik Bergqvist
- 2021 – Petter Lindgren och Håkan Sandell
- 2022 – Helena Eriksson
- 2023 – Sara Gordan och Maxim Grigoriev
- 2024 – Hanna Hallgren och Johan Jönson
- 2025 – Aase Berg och  Andrzej Tichý